# Défilé du Jour de la Victoire 2010

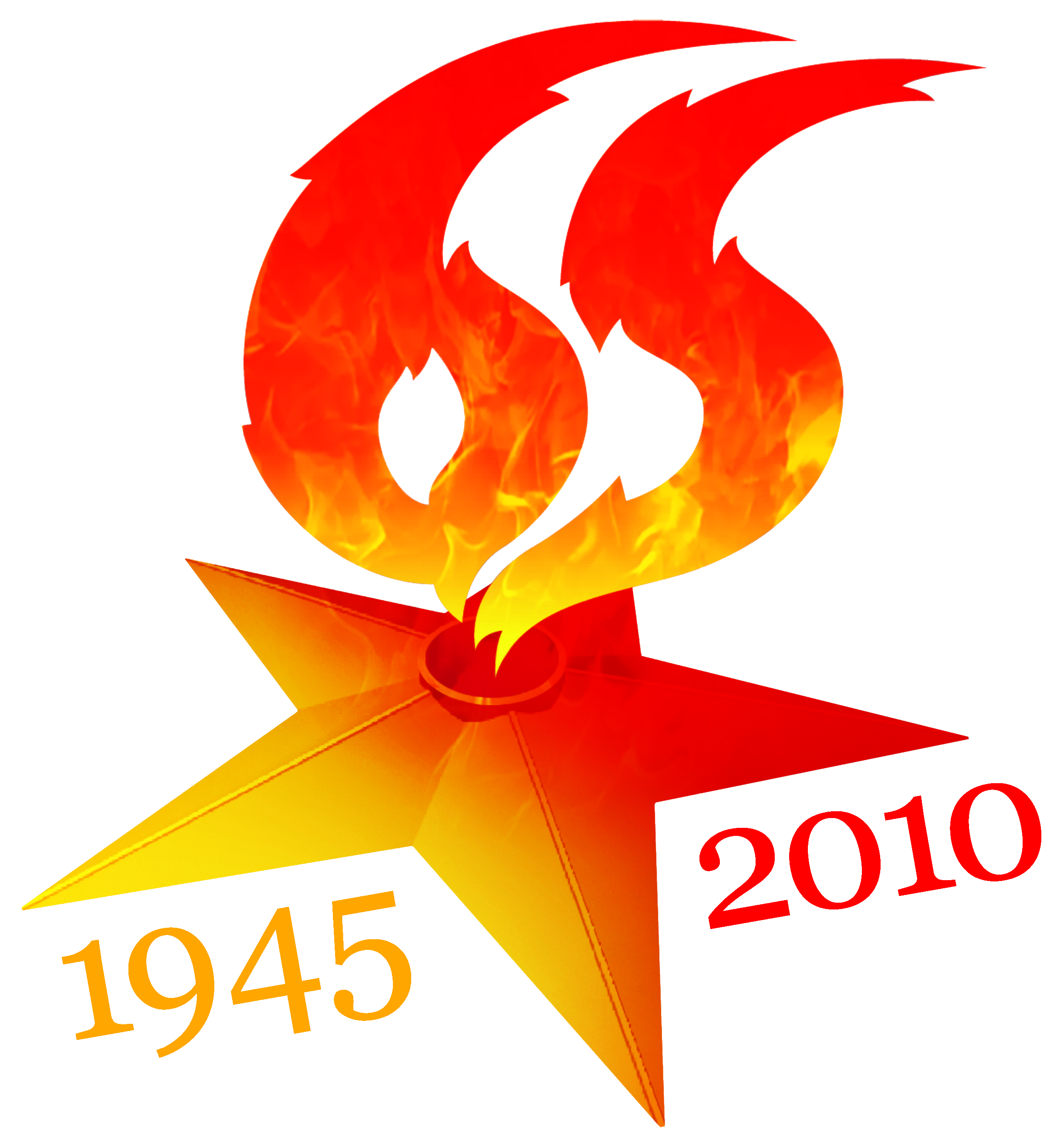
Logo du de la victoire.

Le défilé militaire du Jour de la Victoire de 2010, qui a eu lieu le 9 mai 2010 en Russie, célèbre le 65e anniversaire de la fin de la Seconde Guerre mondiale en Europe, la Grande Guerre patriotique pour les Russes et leur victoire sur le Troisième Reich.
C'est la plus grande parade qui a eu lieu à Moscou depuis la fin de l'Union soviétique. C'est également la première fois que des troupes étrangères, les Alliés (France, Royaume-Uni et les États-Unis), la Pologne ainsi que l'Azerbaïdjan, l'Arménie, la Biélorussie, le Kazakhstan, le Kirghizistan, le Tadjikistan, le Turkménistan et l'Ukraine (qui représentaient les anciennes républiques soviétiques) défilaient sur la Place Rouge aux côtés des troupes russes.
Les célébrations à Moscou ont coûté 1,3 milliard de roubles (34 millions d'euros).

## Forces en présence
10 500 militaires ont défilé, accompagnés par 159 véhicules et 127 avions militaires. Les nouveaux missiles Topol-M étaient également présents, accompagnés de tanks. Les troupes furent passées en revue par Anatoli Serdioukov, ministre de la défense.

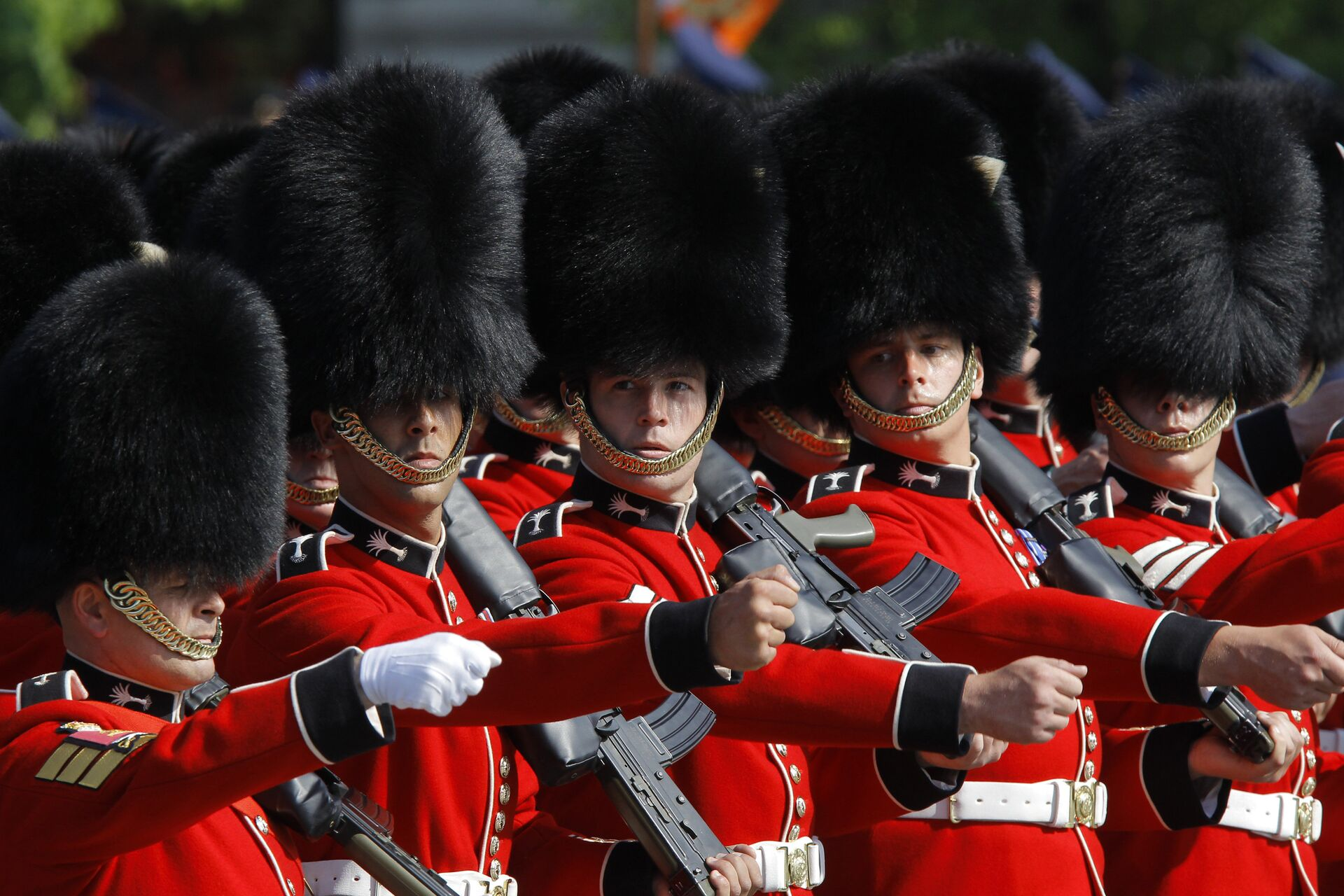
Soldats de la garde royale anglaise défilant le jour de la parade.

L'armée française était représentée par la base aérienne 112 Reims-Champagne reprenant la tradition du Normandie-Niemen,.
Les forces armées des États-Unis étaient représentées par un détachement du 2e bataillon du 18e régiment d'infanterie.
Les forces armées britanniques étaient représentées par un détachement 1er bataillon du Welsh Guards, le cinquième régiment d'infanterie de la Garde du souverain britannique.
Les forces armées polonaises étaient représentées par 75 soldats du Bataillon de représentation de l'armée polonaise (unité spécialisée dans les cérémonies officielles) et un détachement représentant les trois branches de l'armée (armée de terre, de l'air et marine).

## Vidéos
Lors de son discours, le président Dmitri Medvedev insiste notamment sur la solidarité entre les Russes et les Alliés, et le fait d'avoir invité pour la première fois les troupes étrangères à faire le défilé avec l'armée russe. Après le discours, l'hymne russe est joué.
- Défilé en entier
- Discours du président Dmitri Medvedev
- Un moment fort de la parade : le défilé des troupes étrangères

## Représentants étrangers présents au défilé
| Pays               | Dignitaire             | Position    | Photo | Pays                  | Dignitaire                   | Position              | Photo |
| ------------------ | ---------------------- | ----------- | ----- | --------------------- | ---------------------------- | --------------------- | ----- |
| Abkhazie           | Sergei Bagapsh         | Président   | -     | Macédoine             | Gjorge Ivanov                | Président             |       |
| Arménie            | Serzh Sargsyan         | Président   | -     | Mongolie              | Tsakhiagiin Elbegdorj        | Président             |       |
| Azerbaïdjan        | Ilham Aliyev           | Président   |       | Monténégro            | Filip Vujanović              | Président             |       |
| Bulgarie           | Georgi Parvanov        | Président   |       | Pologne               | Bronisław Komorowski         | Président par intérim |       |
| Chine              | Hu Jintao              | Président   |       | Serbie                | Boris Tadić                  | Président             |       |
| Croatie            | Ivo Josipović          | Président   |       | Slovaquie             | Ivan Gašparovič              | Président             |       |
| République tchèque | Vaclav Klaus           | Président   |       | Slovénie              | Danilo Türk                  | Président             |       |
| Estonie            | Toomas Hendrik Ilves   | Président   |       | Ossétie du Sud-Alanie | Edouard Kokoïty              | Président             |       |
| Allemagne          | Angela Merkel          | Chancelière |       | Tadjikistan           | Emomali Rahmon               | Président             |       |
| Israël             | Shimon Peres           | Président   |       | Turkménistan          | Gourbangouly Berdimouhamedov | Président             |       |
| Kazakhstan         | Noursoultan Nazarbaïev | Président   |       | Viêt Nam              | Nguyễn Minh Triết            | Président             |       |
| Lettonie           | Valdis Zatlers         | Président   |       | -                     | -                            | -                     | -     |

## Galerie

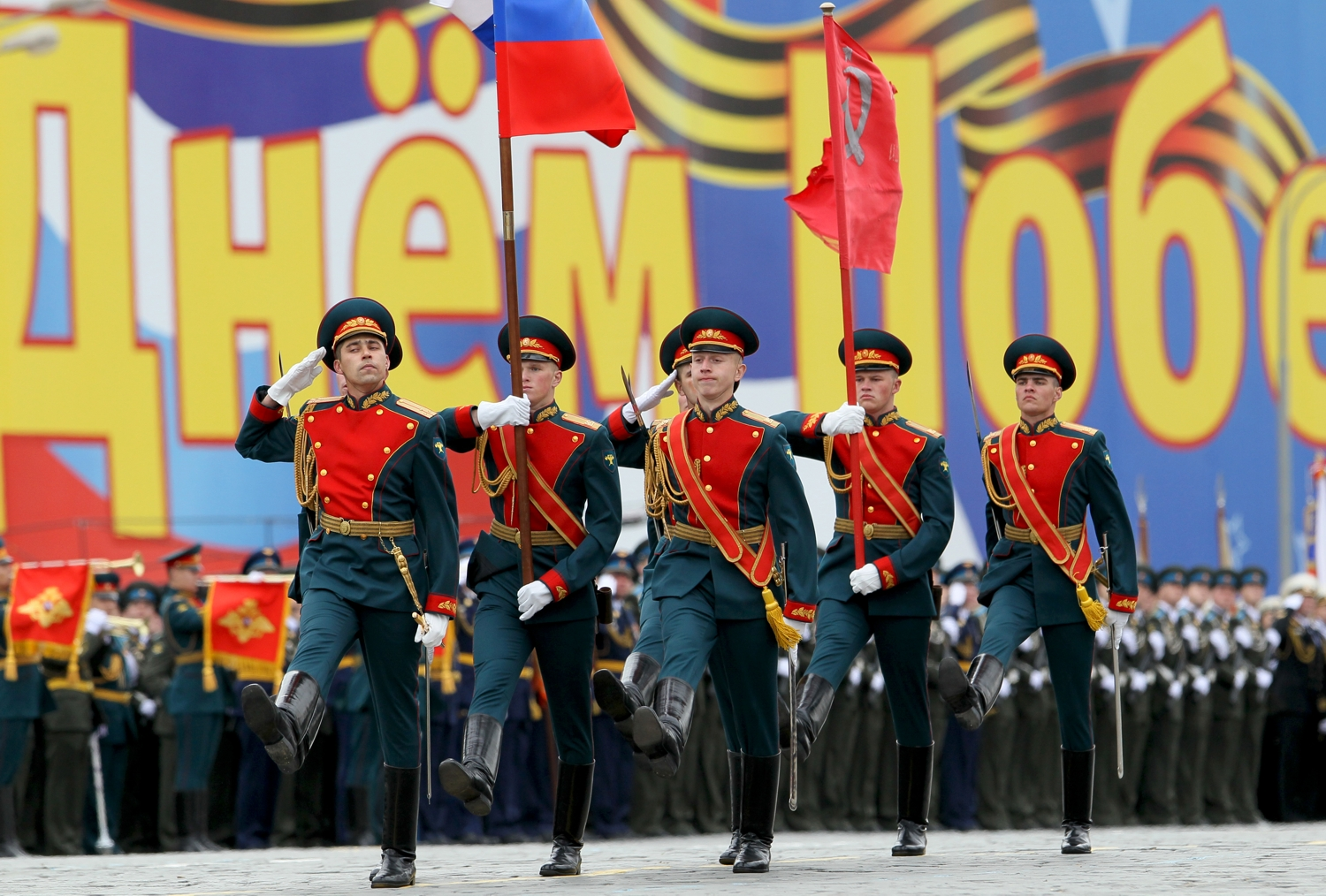
Gardes d'honneur avec les drapeaux russes et soviétiques
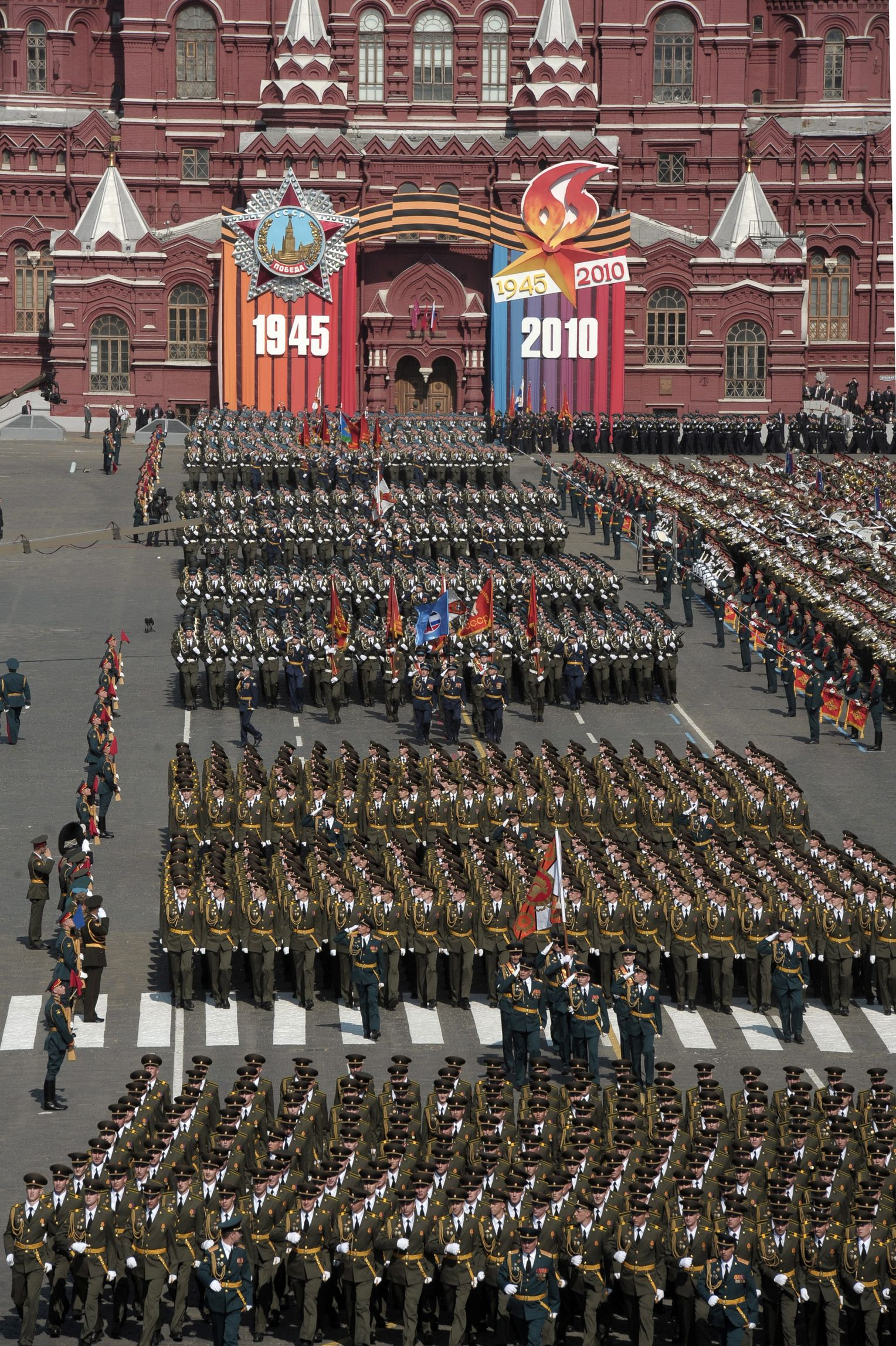
Supervision des troupes prenant part à la parade
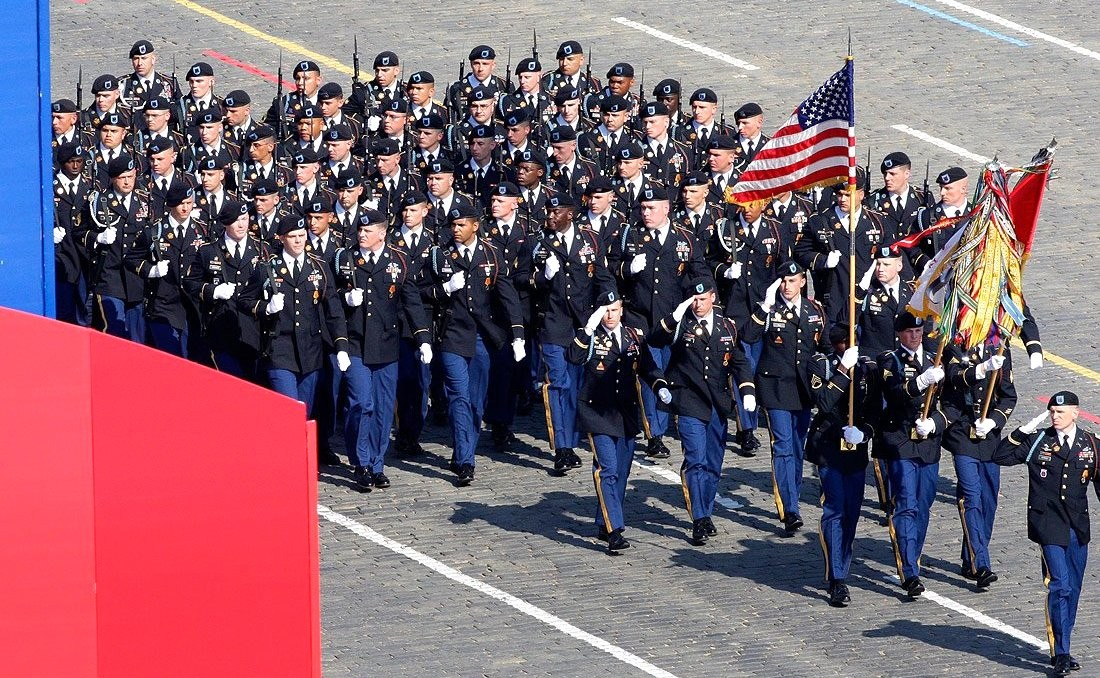
2e bataillon du 18e régiment d'infanterie de l'armée de terre des États-Unis
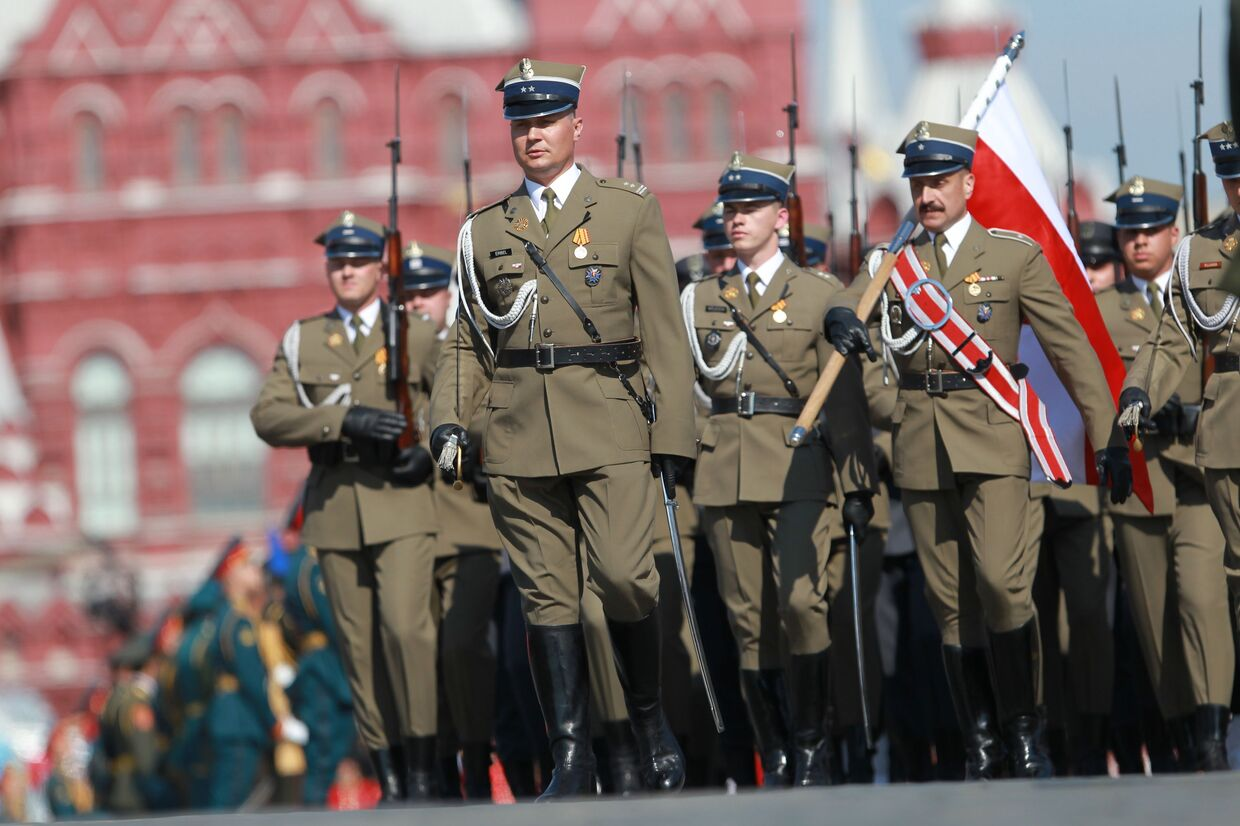
Bataillon de représentation de l'armée polonaise
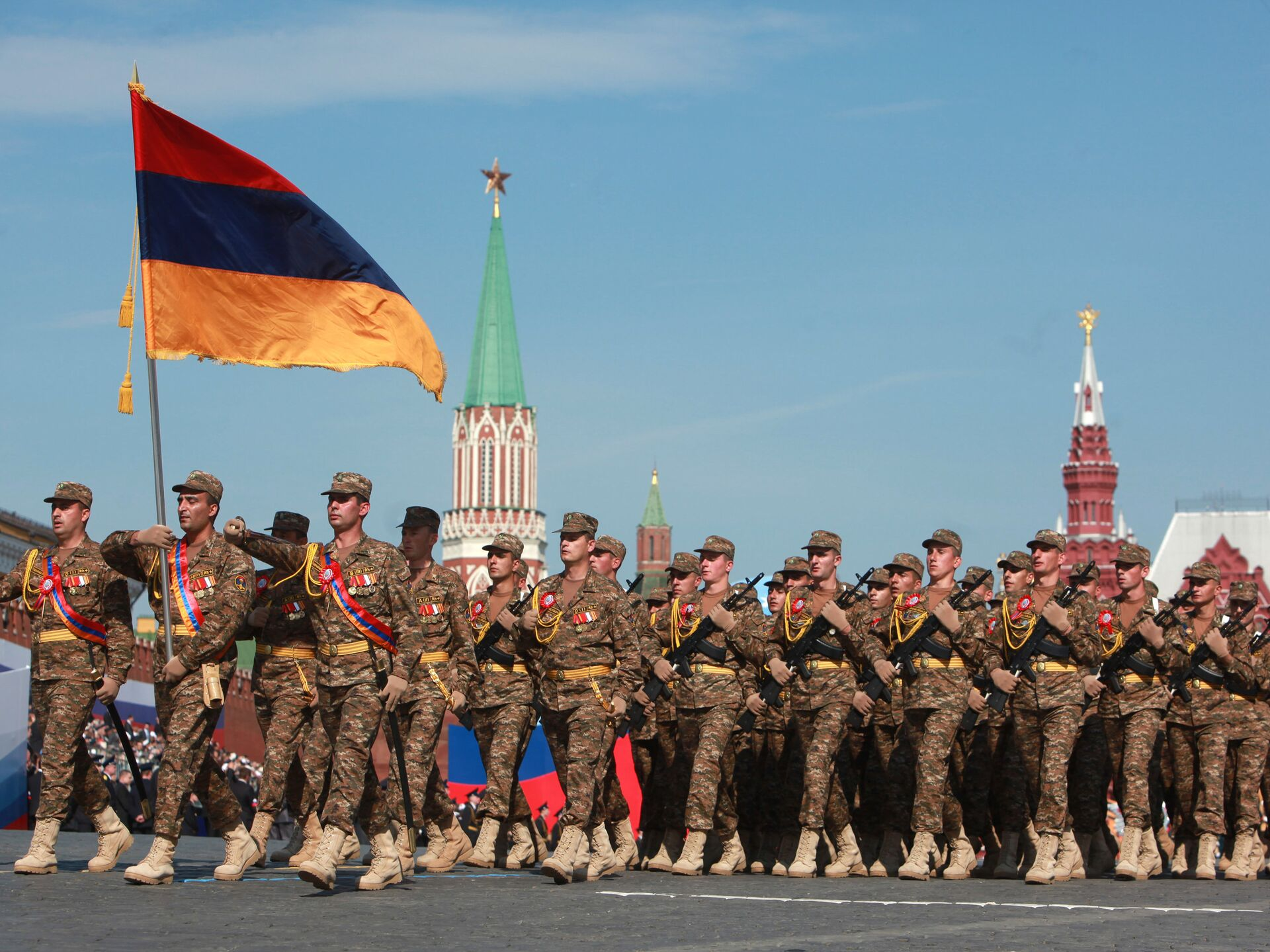
Forces armées arméniennes
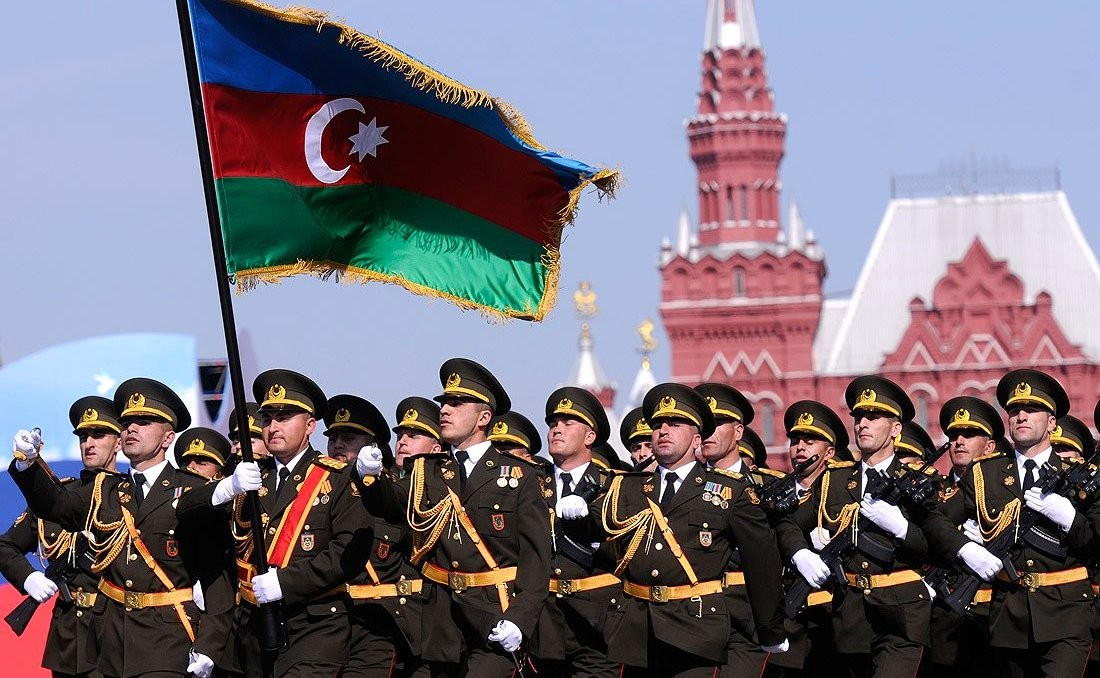
Armée azerbaïdjanaise
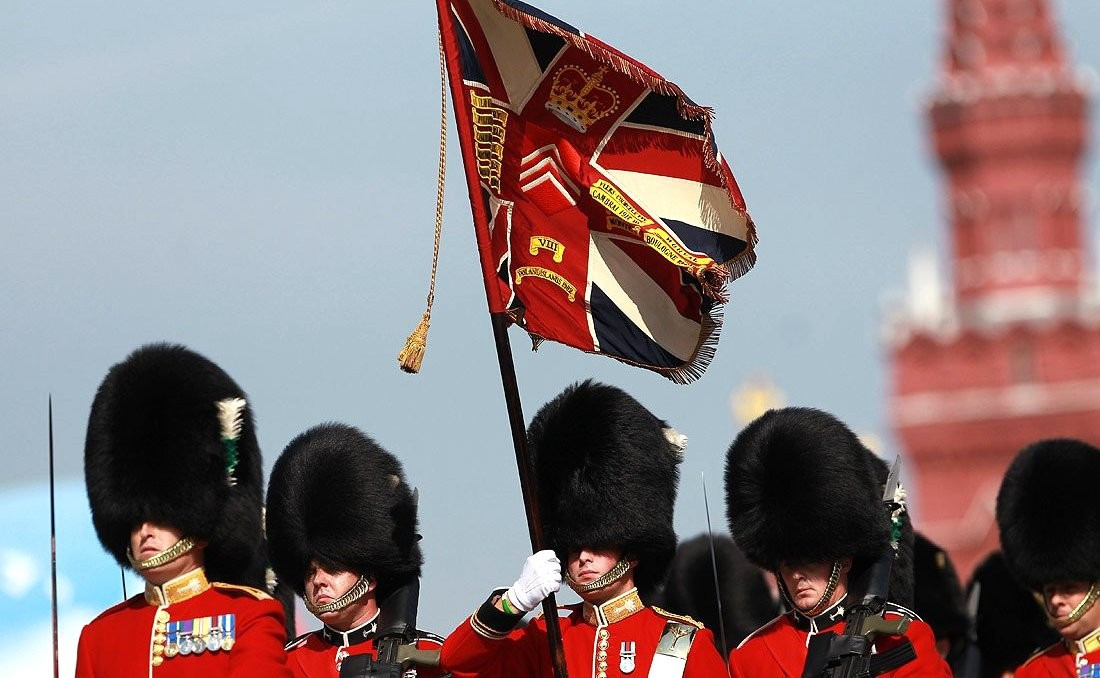
Welsh Guards de l'armée britannique
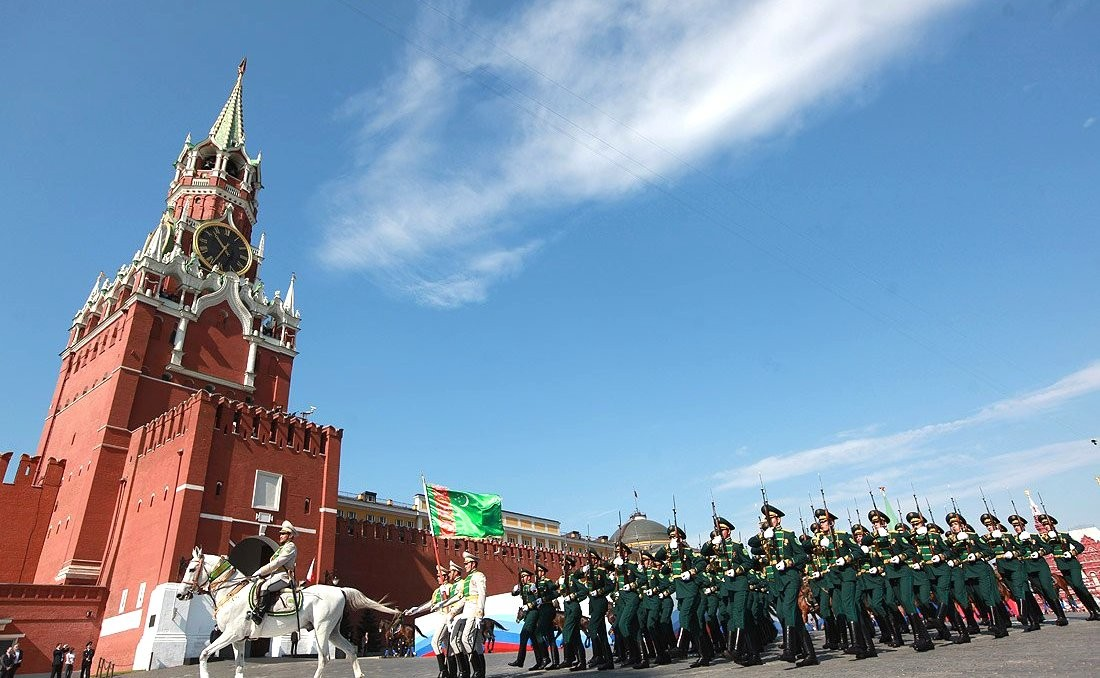
Armée turkmène
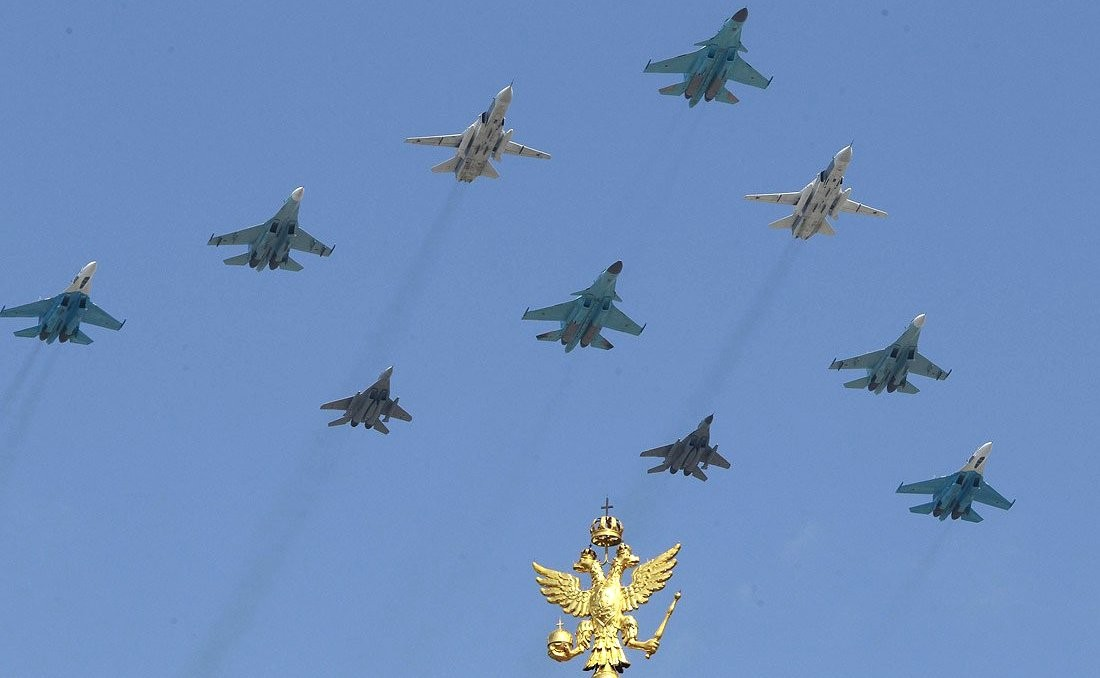
Formation de plusieurs types d'avions de combat russes
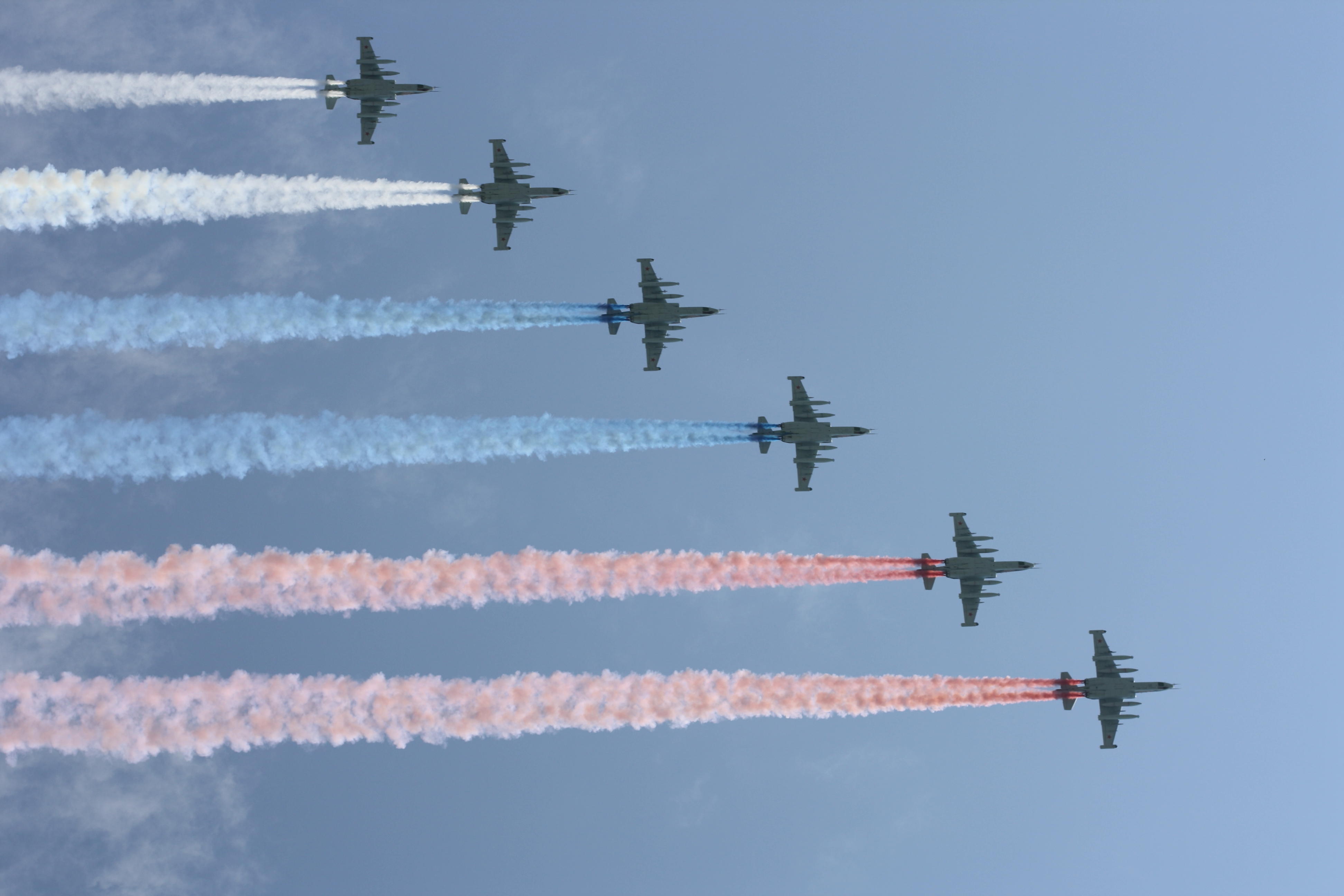
Su-25 de l'armée de l'air russe